# Федотова, Анастасия Александровна
Анастасия Александровна Федотова (род. 30 ноября 1998, Москва) — российская ватерполистка, Мастер спорта России международного класса, входит в состав женской национальной сборной России по водному поло, участница ХХХII Олимпиады в Токио. На клубном уровне выступает за «Спартак-Волгоград». 1-я вице-Мисс в конкурсе красоты «Мисс ВГАФК 2021: Новая Реальность».

## Достижения
- Чемпионат Европы, Будапешт, Венгрия, 2020 — 2 место
- Чемпионат Европы до 19 лет, Гаага, Нидерланды, 2016 — 5 место
- Чемпионка Европы 2015
- Чемпионка Первых Европейских Игр 2015, Баку
- Первенство России по юниорам 2015 — 2 место
- Чемпионат России 2015 по взрослым командам — 5 место
- Спартакиада учащихся 2014 — 2 место
- Первенство России 2014 — 1 место
- Первенство России 2013 — 2 место
- Первенство России 2012 — 3 место
- Первенство России 2011 — 3 место
- Первенство России 2010 — 2 место
- Обладатель личных кубков «Лучший игрок», «Самый результативный нападающий» и «Самый полезный игрок» на Первенствах России и Москвы по юниорам. Любимый номер в игре — 8.

## Тренеры
- Гайдуков Александр Владимирович, Спартак-Волгоград
- Фролов Сергей Николаевич, ЦСП-Крылатское, Москва
- Перевалова Светлана Петровна, заслуженный тренер России
- Перевалова Марина Петровна, заслуженный тренер России (09.02.2010), заслуженный мастер спорта России (28.06.2000)
- Первый тренер: Шувалов Михаил Александрович, заслуженный тренер России
- Тренер первого клуба: Варегина Ирина Евгеньевна